# All Men
Albums de Wild Beasts
Esprit De Corps Limbo, Panto
(2008)
All Men est le troisième EP du groupe britannique d'indie pop Wild Beasts.

## Liste des chansons
| No | Titre                | Durée |
| -- | -------------------- | ----- |
| 1. | The Wendy House      |       |
| 2. | The Mrs. Is Medicine |       |
| 3. | Boom!                |       |
| 4. | Treacle Tin (Demo)   |       |
| 5. | My Home, The Ghetto  |       |

## Personnel
- Hayden Thorpe - chant, guitare, basse, clavier
- Tom Fleming - chant, guitare, basse, clavier
- Ben Little - première guitare
- Chris Talbot - batterie